# Kekveus jason
Kekveus jason — викопний вид жуків родини Перокрилки (Ptiliidae), що існував у крейдовому періоді (99 млн років тому). Єдиний відомий представник родини у мезозої.

## Історія відкриття
Жука виявлено у шматку бурштина, що знайдений у долині Гуканг на північному заході М'янми. На основі знахідки у 2018 році командою вчених під керівництвом Ямамото Шухеї описано нові вид та рід Kekveus jason. Вид названо на честь героя давньогрецького персонажа Ясона. Родова назва не має жодного змістовного значення.

## Опис
Жук сягав завдовжки 0,54 мм. Тіло червоно-коричневого забарвлення. Анатомічно схожий на сучасних перокрилок. Ця знахідка показує, що зменшення розмірів жуків-перокрилок відбулося як мінімум в середині крейдяного періоду.